# Paulicianos

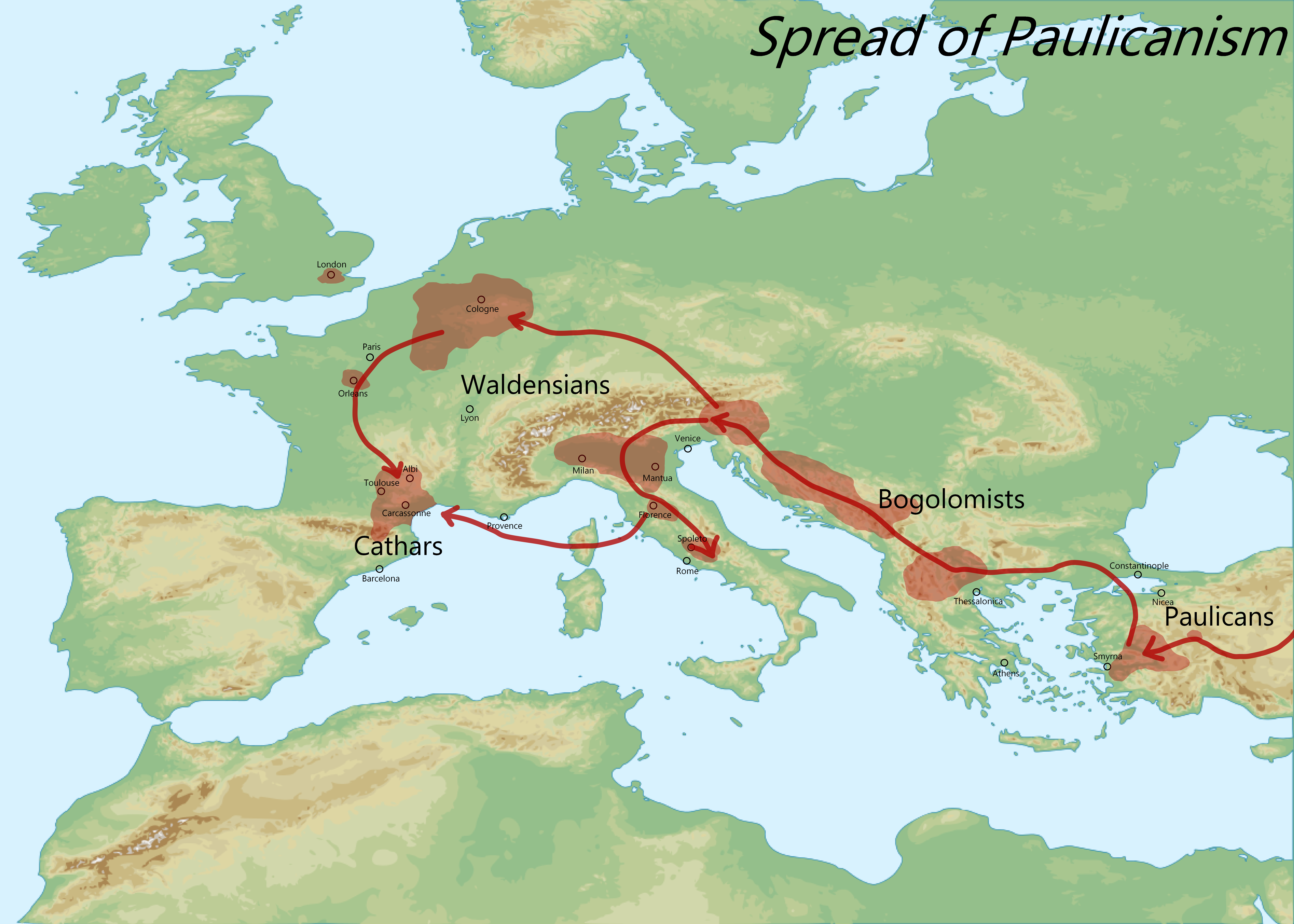
El desarrollo del Paulicianismo, Bogomilismo, Catarismo y Valdenses.

Los paulicianos fueron una agrupación cristiana que apareció en la zona de Armenia en el siglo VII y que se desarrolló en Anatolia y los Balcanes en los siglos posteriores alcanzando gran predicamento y habiendo sido los antecesores de los bogomilos.

## Historia
El origen de los paulicianos es oscuro; se les encuentra por primera vez en la zona de Armenia alrededor del año 650. Algunas fuentes consideran como fundador a Costantino de Manamali, nacido cerca de la ciudad de Samosata (en la actual Turquía). Los primeros años de la historia de los paulicianos transcurren con un silencio en las fuentes. Se sospecha que en esa época consiguieron una audiencia considerable en la zona del alto Éufrates y la Anatolia oriental, tanta que influyeron en la política religiosa de León III. Las campañas en Siria y Armenia de su hijo Constantino V los llevó hacia los Balcanes como estratiotas, ya sea por deportación o como tropas fieles. Durante la época Iconoclasta se les favoreció moderadamente. Restaurado el culto a los iconos (o imágenes) el favor se disipó y dada su heterodoxia cristológica empezaron a ser perseguidos, o al menos importunados.
En esa época su líder era Sergio, que llevó a cabo una importante política de proselitismo. Los emperadores de la Segunda época iconoclasta no disminuyeron la persecución hacia los paulicianos, lo que les llevó a huir hacia la Armenia oriental, controlada por el califato abasí y haciendo causa común con ellos. Carbeas, un antiguo funcionario, huido tras las persecuciones, sucesor de Sergio, estableció un estado pauliciano en esta zona. Es en esta época cuando el paulicianismo adquiere el tono maniqueo por el que serán conocidos, un maniqueísmo muy atemperado, si bien parece que afirmaban que la materia era obra de Satanás, esto no les lleva a una condena del matrimonio y la procreación, y posiblemente no eran tan ascetas ni rigurosos como lo eran en Bizancio.